# ND Ilirija 1911
ND Ilirija 1911 ist ein slowenischer Fußballverein aus Ljubljana. Der 1911 gegründete Verein ist der älteste noch bestehende Fußballverein Sloweniens und spielt in der zweithöchsten Druga Slovenska Nogometna Liga.

## Geschichte
ND Ilirija 1911 gründete sich am 9. Mai 1911, die erste Spielstätte befand sich im Tivoli-Park am westlichen Rand des Ljubljaner Stadtzentrums. Vor dem Ersten Weltkrieg gab es keinen geregelten Spielbetrieb in Slowenien, so dass die Mannschaft vornehmlich Freundschaftsspiele vor allem gegen kroatische Mannschaften bestritt. Nach der kriegsbedingten Pause entstanden diverse Klubs im Land, so dass innerhalb des Königreichs Jugoslawien eine slowenische Regionalmeisterschaft entstand, deren Meister an der landesweiten Meisterschaft teilnahm. Hier entwickelte sich insbesondere zwischen Ilirija und dem 1920 gegründeten Lokalrivalen ASK Primorje ein Duell. Zunächst dominierte Ilirija den Wettbewerb und gewann zwischen 1920 und 1927 acht Mal in Folge den Titel, in der jugoslawischen Meisterschaft war die Mannschaft jedoch chancenlos und schied regelmäßig früh aus bzw. verpasste in der Vorqualifikation die Teilnahme an der Gruppenphase. 1927 gelang in der Vorqualifikation gegen HŠK Građanski Zagreb der erste Sieg in der jugoslawischen Meisterschaft, in der Gruppenphase wurde zudem SAND Subotica besiegt – dennoch wurde man beim Meisterschaftsgewinn von Hajduk Split Gruppenletzter. Nach zwei slowenischen Meisterschaften durch ASO Primorje gewann Ilirija 1930 erneut den Titel, I. SSK Maribor wurde nach einer 3-5-Hinspielheimniederlage im Rückspiel mit einem 4:1-Erfolg niedergerungen. Mit dem Klub wechselte man sich in den folgenden vier Jahren als Meister ab, 1935 gelang Ilirija die Titelverteidigung.
Trotz der Erfolg gerieten ND Ilirija 1911 und ASK Primorje in wirtschaftliche Schwierigkeiten und schlossen sich 1935 zum SK Ljubljana zusammen. Der Klub trat bis zur kriegsbedingten Einstellung des Spielbetriebs aufgrund des Zweiten Weltkriegs 1941 in der regionalen Meisterschaft an, wo 1936 und 1941 der Titel gewonnen wurde.
1951 gründete sich ND Ilirija 1911 wieder und ließ sich im Stadtbezirk Zgornja Šiška nieder, der 1935 zu Ljubljana eingemündet worden war. Der Klub spielte weiterhin regelmäßig in der slowenischen Meisterschaft, die innerhalb der jugoslawischen Ligapyramide auf dritter Ebene angesiedelt war. 1971 nahm die Mannschaft als Vizemeister an der jugoslawischen Amateurmeisterschaft teil, wo sie erst im Endspiel gegen den serbischen Vertreter FK Vrbas verlor. 1986 stieg sie aus der höchsten slowenischen Liga ab. Entsprechend wurde der Klub nach der Unabhängigkeit Sloweniens in die zweitklassige Druga Slovenska Nogometna Liga eingegliedert. An den Erfolg aus der Auftaktspielzeit 1991/92 als Tabellendritter hinter NK Krka und NK Triglav Kranj in der Weststaffel konnte die Mannschaft nicht anknüpfen und stieg in der Folge bis in die Viertklassigkeit ab. Zwischen 1997 und 2002 sowie 2008 und 2012 setzte der Klub den Spielbetrieb komplett aus. Anschließend startete die Mannschaft in der Fünftklassigkeit, bereits 2014 gelang der Sprung in die dritte Liga. 2016 verpasste sie als Meister in den Aufstiegsspielen die Rückkehr in die Zweitklassigkeit, die in der folgenden Spielzeit gelang. Dem Abstieg zwei Jahre später folgte 2021 der Wiederaufstieg.
Seit der Wiederaufnahme des Spielbetriebs 2012 verzeichnete der Klub mit ehemaligen slowenischen Nationalspielern wie Vlado Milošević, Željko Mitraković und Zoran Zeljković Trainer mit bekannten Namen. Im Januar 2022 übernahm der ehemalige Bundesligaprofi und kroatische Nationalspieler Marko Babić den Trainerposten.